# Картагенски тофет
Картагенският тофет, наричан също тофет от Саламбо, е древно светилище на финикийските божества Танит и Баал в днешния квартал Саламбо на град Картаген в Тунис.
Тофетът, „хибрид на светилище и некропол“, включва голям брой гробове на деца, които според изследователите са били принесени в жертва или просто погребани след преждевременната им смърт. Той е в археологическия комплекс на Картаген, включен в Списъка на световното наследство на ЮНЕСКО.